# إيرا سبراغ بوين
إيرا سبراغ بوين (بالإنجليزية: Ira S. Bowen)‏ هو عالم فيزياء فلكية وعالم فلك وفيزيائي أمريكي، ولد في 21 ديسمبر 1898 في سينيكا فولز في الولايات المتحدة، وتوفي في 6 فبراير 1973.

## وصلات خارجية
- إيرا سبراغ بوين على موقع الموسوعة البريطانية (الإنجليزية)
- إيرا سبراغ بوين على موقع إن إن دي بي (الإنجليزية)